# Aderus guttatus
Aderus guttatus es una especie de coleóptero de la familia Aderidae. Fue descrita científicamente por George Charles Champion en 1896.

## Distribución geográfica
Habita en Puerto Rico, San Vicente y Granada.